# Frequency (phim)
Frequency hay Tần số và Sóng điện từ là bộ phim điện ảnh trinh thám, giật gân, khoa học giả tưởng năm 2000 của Mĩ, với các diễn viên Dennis Quaid, Jim Caviezel, Andre Braugher và Elizabeth Mitchell. Năm 2014, phiên bản truyền hình dài tập chính thức của bộ phim được phát hành bởi kênh CW.
Đạo diễn bởi Gregory Hoblit theo kịch bản của Toby Emmerich, đây là phim điện ảnh đầu tiên của Michael Cera. Kịch bản bộ phim được mua bản quyền và sản xuất thành các phiên bản truyền hình tại Nhật Bản, Hàn Quốc, Hồng Kông và Trung Quốc.

## Nội dung
Lính cứu hỏa Frank Sullivan sống cùng vợ Julia cậu con trai Johnny; nhưng trong một lần tác nghiệp Frank đã anh dũng qua đời khi này John mới 6 tuổi.
Năm 1999, John lúc này đã là một thanh tra của Cảnh sát New York và vẫn sống tại nhà của gia đình. Hàng xóm và cũng là bạn nối khố của John là Gordo tình cờ tìm thấy máy vô tuyến đơn biên Heathkit đã hỏng của Frank trong kho.
Đêm trước ngày giỗ Frank trùng thời điểm bão điện từ xuất hiện, John phát hiện chiếc máy vô tuyến đã hoạt động trở lại và nhận được tín hiệu từ một ai đó. Sau một hồi nói chuyện, John nhận ra người kia chính là Frank ở quá khứ, nhờ vậy John đã cứu Frank thoát chết khỏi vụ hỏa hoạn và thay đổi lịch sử của bản thân. Như một hệ quả, ý thức của John tiếp nhận loạt ký ức mới, Frank tiếp tục sống đến năm 1989, John tiếp tục liên lạc với bố trong quá khứ. Họ nhận ra mình đã thay đổi cái chết của tên sát nhân Nightingale, lúc trước hắn từng giết 3 y tá và chưa bị bắt, giờ đây hắn đã giết 10 người phụ nữ trong đó có Julia -mẹ của John. Theo hướng dẫn của con trai, Frank tìm cách ngăn chặn Nightingale nhưng bị hắn trộm mất căn cước, đoán rằng dấu vân tay của hắn sẽ nằm trên ví của Frank, John hướng dẫn ông cất ví vào một nơi ít bị ảnh hưởng.
John lấy được chiếc ví đưa đi giám định và phát hiện Nightingale là cựu cảnh sát Shepard, John kịp báo cho Frank và sau đó hai bố con trải qua cuộc đấu tay đôi với hai phiên bản Shepard ở năm 1969 và 1999. Frank bắn cụt một tay Shepard khiến gã bỏ chốn, còn John và Shepard giằng co khi mọi thứ xung quanh hoán đổi vì sự can thiệp vào lịch sử của họ. Frank lớn tuổi xuất hiện và bắn chết Shepard, cuối cùng cả gia đình của John đoàn tụ đầy đủ, anh kết hôn với bạn gái và có một cậu con trai.

## Phân vai
- Dennis Quaid vai Frank Sullivan
- Jim Caviezel vai John Francis Sullivan (trưởng thành)
  - Daniel Henson vai John lúc 6 tuổi
- Andre Braugher vai Satch DeLeon
- Elizabeth Mitchell vai Julia Sullivan
- Shawn Doyle vai Jack Shepard
- Rocco Sisto vai Darryl Simpson
- Noah Emmerich vai Gordo Hersch
  - Stephen Joffe vai Gordo lúc 6 tuổi
- Melissa Errico vai Samantha Thomas
- Jordan Bridges vai Graham Gibson
- Peter MacNeill vai Butch Foster
- Michael Cera vai Gordy Hersch
- Marin Hinkle vai Sissy Clark
- Giáo sư Brian Greene vai (chính mình)

## Sản xuất
Bộ phim được cho phép sản xuất vào ngày 21 tháng 1 năm 1999. Sylvester Stallone được đồn sẽ thủ vai Frank Sullivan, nhưng đã thất bại trong thỏa thuận sau khi tranh chấp về thù lao của ông ấy. Renny Harlin được đồn sẽ làm đạo diễn bộ phim.

## Phát hành
Hai tuần trước khi phát hành, đoạn chiếu thử của bộ phim được chiếu cùng Final Destination.
Frequency phát hành DVD vào ngày 31 tháng 10 năm 2000 và VHS vào ngày 3 tháng 4 năm 2001. Phiên bản Blu-ray phát hành ngày 10 tháng 7 năm 2012 bởi Warner Home Video.
Ngày 5 tháng 10 năm 2003, Frequency được phát sóng trong chương trình Phim cuối tuần trên kênh VTV1 với tựa đề Sóng điện từ.

## Đón nhận
- Frequency được đề cử Hugo Award cho Best Dramatic Presentation.
- Ca khúc kết thúc phim "When You Come Back to Me Again", được để cử Giải Quả cầu vàng.[10]

## Các phiên bản khác
Bộ phim dài tập To Get Unstuck in Time (隔世追凶) của đài TVB lấy cảm hứng từ Frequency, bộ phim nói về hai bố con cảnh sát ở hai mốc thời gian khác nhau cùng triệt phá các vụ án bằng cách liên lạc điện thoại.
Tháng 11 năm 2014, có thông tin nhà sản xuất của Supernatural là Jeremy Carver đã đàm phán sản xuất một serie phiên bản chuyển thể hoặc làm lại theo phim điện ảnh cho hệ thống truyền hình của NBC. Biên kịch Toby Emmerich của bộ phim được chọn làm nhà sản xuất của serie. NBC đã dời bỏ dự án, serie sau đoa được chiếu bởi The CW trong Tháng 1 năm 2016. Serie bị hủy bỏ sau khi kết thúc mùa một vào tháng 5 năm 2017.
Bộ phim được cải biên sang phiên bản dài tập tại Hàn Quốc với tựa đề Signal, phát sóng trên kênh tvN từ 22 tháng 1 đến 12 tháng 3 năm 2016.
Một phiên bản làm lại của Signtại tại Nhật Bản phát sóng từ ngày 10 tháng 4 đến 12 tháng 6 năm 2018 trên kênh Fuji TV.
Signal cũng được làm lại tại Trung Quốc với tựa đề Unknown Number (时空来电) , phát hành trên Tencent Video ngày 23 tháng 10 năm 2019.
Tình tiết của Frequency được serie Reno 911 bắt chước trong mùa 2 của bộ phim.